# Andrea Dossena
Andrea Dossena (sinh 11 tháng 9 năm 1981 ở Lodi) là một cầu thủ bóng đá người Ý hiện đang là hậu vệ của Liverpool ở Premier League.

## Sự nghiệp câu lạc bộ

### Thời gian đầu
Dossena khởi đầu sự nghiệp ở Verona là một cầu thủ trẻ trước khi chơi 4 mùa giải cho đội hình chính.Anh có trận ra mắt ở Serie A vào ngày 18 tháng 11 năm 2001, trong trận derby với Chievo.
Đội bóng ở Serie A Treviso mua Dossena theo một bản hợp đồng sở hữu chung vào năm 2005, sau vụ Caso Genoa.

### Udinese
Udinese mua anh vào năm 2006 theo một bản hợp đồng đồng sở hữu cùng Treviso, sau đó mua hẳn vào tháng 6 năm 2007.Anh được đeo áo số 8 và có 63 lần ra sân trong hai mùa giải cùng Udinese, ghi 2 bàn.

### Liverpool
Vào ngày 4 tháng 7 năm 2008, Liverpool xác nhận việc có được Dossena theo một bản hợp đồng bốn năm với mức giá không tiết lộ, được dự báo vào khoảng 7 triệu bảng Anh.
Dossena được kì vọng như là sự thay thế cho John Arne Riise chuyển tới A.S.Roma.Vào ngày 10 tháng 7 năm 2008, Dossena được thông báo sẽ mặc áo số 2.Trận ra mắt của anh ở Liverpool F.C. là vào ngày 16 tháng tám trong trận thắng 1-0 ở Premier League trước Sunderland ở sân vận động Ánh sáng. Sự khởi đầu ở Liverpool được đánh dấu bằng một phong độ nghèo nàn và anh không hài lòng với màn trình diễn của bản thân mình, anh nói trên The Guardian:
"Tôi không vui với phong độ của mình. Bây giờ tôi phải cải thiện phong độ và giữ được nó, nhưng đầu tiên tôi phải chiến đấu cho một vị trí.Tôi hiện nay phải học hỏi mọi lúc".
Dossena cho biết anh sẽ cố gắng hết sức và giải thích rằng anh gặp khó khăn bởi lối chơi tốc độ ở Anh khác với những gì anh đã trải nghiệm ở Serie A.Mặc dù có màn trình diễn không thuyết phục, song anh vẫn có cơ hội để chứng tỏ bản thân ở đội một khi Fábio Aurélio, hậu vệ trái số một của Liverpool, dính chấn thương vào cuối tháng 11.TUy nhiên cuối cùng, anh lại mất vị trí khi người thay thế Aurelio là Emiliano Insua.Anh ghi bàn đầu tiên cho câu lạc bộ vào ngày 10 tháng 3 năm 2009 trong trận gặp Real Madrid ở cúp C1 sau khi vào sân từ ghế dự bị.Bốn ngày sau anh ghi bàn đầu tiên ở Premier League, vào ngày 14 tháng ba trong chiến thắng 4-1 trước Manchester United ở Old Trafford.Cả hai bàn thắng anh ghi được đều là khi anh chơi ở vị trí tiền vệ.Vào khoảng giữa tháng 7 năm 2009, có thông tin cho rằng Dossena sắp hoàn thành những điều khoản cá nhân để chuyển nhượng sang Napoli, mặc dù giá cả vẫn chưa được thống nhất.Cũng trong tháng bảy, số áo 2 của Dossena được trao cho tân binh Glen Johnson và hiện anh đang đeo áo số 38.

## Thi đấu quốc tế
Dossena chơi cho đội U-20 Ú từ năm 2000 đến 2001, có bốn lần ra sân.Anh có trận ra mắt trong màu áo đội tuyển quốc gia Ý trong trận giao hữu với đội tuyển Nam Phi vào ngày 17 tháng 10 năm 2007.Dossena có lần xuất hiện thứ hai khi vào sân trong hiệp hai ở trận hoà 2-2 với đội tuyển Áo vào ngày 20 tháng 8 năm 2008.Anh thực hiện một cú phản lưới nhà để ấn định trận thua 3-0 của Ý trước Brazil ở Confederations Cup 2009 vào ngày 21 tháng 6 năm 2009.

## Thống kê
| Club                       | Season        | Serie A        | Serie A        | Coppa Italia | Coppa Italia | -          | -          | Europe | Europe | Total | Total |
| Club                       | Season        | App            | Goals          | App          | Goals        | App        | Goals      | App    | Goals  | App   | Goals |
| -------------------------- | ------------- | -------------- | -------------- | ------------ | ------------ | ---------- | ---------- | ------ | ------ | ----- | ----- |
| Verona (Serie A)           | 01-02         | 2              | 0              | -            | -            | -          | -          | -      | -      | 2     | 0     |
| Verona (Serie A)           | 02-03         | 21             | 1              | 3            | 0            | -          | -          | -      | -      | 24    | 1     |
| Verona (Serie A)           | 03-04         | 37             | 1              | 1            | 0            | -          | -          | -      | -      | 38    | 1     |
| Verona (Serie A)           | 04-05         | 39             | 1              | 3            | 0            | -          | -          | -      | -      | 42    | 1     |
| Verona (Serie A)           | 05-06         | -              | -              | 1            | 0            | -          | -          | -      | -      | 1     | 0     |
| Verona (Serie A)           | Total         | 99             | 3              | 8            | 0            | -          | -          | -      | -      | 107   | 3     |
| Treviso (Serie A)          | 05-06         | 21             | 0              | -            | -            | -          | -          | -      | -      | 21    | 0     |
| Treviso (Serie A)          | Total         | 21             | 0              | -            | -            | -          | -          | -      | -      | 21    | 0     |
| Udinese (Serie A)          | 06-07         | 28             | 0              | 2            | 0            | -          | -          | -      | -      | 30    | 0     |
| Udinese (Serie A)          | 07-08         | 35             | 2              | 1            | 0            | -          | -          | -      | -      | 36    | 2     |
| Udinese (Serie A)          | Total         | 63             | 2              | 3            | 0            | -          | -          | -      | -      | 66    | 2     |
|                            |               | Premier League | Premier League | FA Cup       | FA Cup       | League Cup | League Cup | Europe | Europe | Total | Total |
| Liverpool (Premier League) | 2008-09       | 16             | 1              | 2            | 0            | 1          | 0          | 7      | 1      | 26    | 2     |
| Liverpool (Premier League) | Total         | 16             | 1              | 2            | 0            | 1          | 0          | 7      | 1      | 26    | 2     |
| Career Totals              | Career Totals | 199            | 6              | 13           | 0            | 1          | 0          | 7      | 1      | 220   | 7     |